# ناحیه هارمونی، شهرستان هنکاک، ایلینوی
ناحیه هارمونی (به انگلیسی: Harmony Township) یک منطقهٔ مسکونی در ایالات متحده آمریکا است که در شهرستان هنکاک، ایلینوی واقع شده‌است. ناحیه هارمونی ۲۰۳ متر بالاتر از سطح دریا واقع شده‌است.